# Яковенко, Владислав Сергеевич
Владислав Сергеевич Яковенко (род. 15 февраля 1974, Липецк) — советский и российский хоккеист, нападающий. Тренер.

## Биография
Воспитанник липецкого хоккея (ДЮСШ, «Юность», «Металлург»). В сезоне 1989/90 дебютировал за «Трактор» Липецк во второй лиге, проведя один матч. В сезоне 1991/92 играл за московский «Аргус», в следующем сезоне — за «Спартак» Москва. На драфте НХЛ 1992 года был выбран в 11-м раунде под 258-м номером клубом «Нью-Джерси Дэвилз». Сезон 1993/94 начал в Северной Америке, выступая за команды низших лиг «Уэст-Палм-Бич Блейз», «Дейтона-Бич Сан Девилз» (обе — SUHL) и «Саут Каролина Стингрейс» (ECHL). Вернувшись в Россию, играл за ЦСКА (1993/94 — 1994/95), «Спартак» (1994/9 5 — 1996/97). «Липецк» (1997/98, 2001/02 — 2003/04), «Титан» Клин (1998/99).
На драфте НХЛ 1991 года был выбран в 11-м раунде под 258-м номером клубом «Нью-Джерси Девилз».
Бронзовый призёр чемпионата Европы среди юниоров (1992).
Тренер команды МХЛ-Б «Эльта» / «Елец» Липецк (2013 — 24 сентября 2014). Юношеский тренер команд «Локомотив-2004» Ярославль (2015—2017), «Марьион» (2017—2018), «Динамо» Москва (2018—2019), «Армада» (с 2020).